# سید فرید قاسمی
سید فرید قاسمی متولد ۱۳۴۳ در خرم‌آباد، نویسنده و پژوهشگر ودارای لیسانس کتابداری است. از او بعنوان «حافظه مطبوعات ایرانی» و «آبروی حرفه روزنامه‌نگاری» یاد می‌شود. نخستین نشان سرای روزنامه‌نگاران ایران، به فرید قاسمی اهدا شد.

## برخی از آثار
- پیشینه ارتباطات و تاریخ مطبوعات خرم‌آباد نشر سیفا
- سرگذشت مطبوعات ایران: روزگار محمد شاه و ناصرالدین شاه (۲ جلد)
- مطبوعات ایران در قرن بیستم
- راهنمای مطبوعات ایران عصر قاجار (۱۲۱۵- ۱۳۰۴)
- راهنمای مطبوعات ایران (۱۳۵۷- ۱۳۷۱)
- روزنامه نگاری حرفه‌ای
- خاطرات مطبوعاتی
- نخستین‌های مطبوعات
- خاطرات روزنامه نگاران زندانی
- مشاهیر مطبوعات ایران
- تاریخ شفاهی مطبوعات ایران
- چکیده مطبوعات ایران
- تاریخ روزنامه نگاری ایران
- رویدادهای مطبوعاتی ایران
- فهرستگان مطبوعات ایران
- سرگذشت خرم آباد
- مجموعه مفاخر مطبوعات ایران[۶]